# Bratříčku, zavírej vrátka
Bratříčku, zavírej vrátka je jméno první LP desky Karla Kryla z roku 1969. Vydal ji Panton. Producentem alba byl Jiří Černý.

## Vznik alba
Album sestavil Jiří Černý z nahrávek z ostravského rozhlasu, kde za nahrávkami stál Miloš Zapletal. Manželé Černí zprvu Krylovy písně zařazovali do rozhlasové hitparády Čtrnáct na houpačce (jako první zde byla v dubnu 1968 vysílána písnička „Smutné ráno“ v podání Hany Ulrychové, pak „Pieta“), kde ale písničky nebyly úspěšné a hned vypadávaly. To byl také důvod odmítnutí Černého návrhu na Krylovo album v Supraphonu na konci roku 1968. Dalším důvodem bylo, že v Supraphonu měli v tu chvíli spíše představu na samplerové album různých písničkářů z právě se rodící první generace českých folkařů. Úspěch v Houpačce zaznamenala až písnička „Bratříčku, zavírej vrátka“ nasazená 8. prosince, poprvé skončila na druhém místě, následující Houpačku vyhrála a držela se tam až do poslední Houpačky 30. března 1969, kdy byla zakázána už i repríza pořadu. To už se však v Supraphonu báli s Jiřím Černým na Krylově albu spolupracovat a Černý je nabídl druhému vydavatelství, Pantonu, kde ho hned přijal ředitel Jan Hanuš. V lednu 1969 pak Kryl podepsal s Pantonem smlouvu a album vyšlo v rekordní době (výroba alba tehdy trvala většinou až rok). V mimořádném vysílání Houpačky 25. ledna zazněla většina písní z chystaného alba prokládaná citáty z Bible.

### Výběr písní
Jiří Černý vybíral z asi 40 písniček. S Krylem výběr diskutoval v Malostranské kavárně, je pravděpodobné, že Kryl Černému nechal hlavní slovo. Původní předchozí Černého výběr zahrnoval 18 písniček, kromě uvedených albu i „Srdce a kříž“, „Pušky a děla“, „Stéblo pšenice“ a „Přeludium“. Písnička „Stéblo pšenice“ vypadla na Krylovo přání. Zcela záměrně Černý nevybral žádnou z Krylových žertovných písniček. V atmosféře, v níž album vznikalo, ho to snad ani nenapadlo.
Panton do výběru nijak zásadně nezasahoval, jen Hanušův náměstek Josef Boháč navrhoval vypustit „Píseň Neznámého vojína“ kvůli závěrečnému „nasrat“.

### Obal desky
Autorem fotografie na obalu je Josef Koudelka. Na setkání s Černým a Janem Hanušem původně navrhoval svoji fotografii dvou mrtvých, z nichž jeden je přikryt malou státní vlajkou, v průjezdu domu u pražského rozhlasu ze srpna 1968. To však Hanuš odmítl s tím, že by to neprošlo, a navrhl sochu Piety. Koudelka ovšem z desek vytáhl svoji druhou fotku ze srpna 1968, chlapce sedícího na pražské ulici s namalovaným terčem na zádech, která Černého okamžitě nadchla. Vyfotografovaný chlapec se pak již dospělý Krylovi přihlásil po koncertě v Lucerně v lednu 1990.
Graficky obal zpracoval Leo Novotný, což byl Koudelkův požadavek. Vytiskla ho Severografia Turnov, dokonce byl laminovaný.

### Doprovodný text
Průvodní text na obal napsal také Jiří Černý. První verze neprošla, zastavil ji pracovník Pantonu Jiří Macek, kterému se zdála příliš provokativní. Druhou verzi, kvůli cenzuře možná víc propracovanou, považuje po letech Černý za jeden ze svých „nejstručnějších a nejúdernějších“ sleevenotů.

### Zvuk
Písničky byly nahrané v činoherním studiu, neboť jiné Kryl k nahrávání nezískal. Nahrávky kvůli tomu nebyly tak kvalitní, až se Černý bál, že je v Pantonu odmítnou. Nestalo se tak i díky zvukaři Václavu Zamazalovi.

## Náklad
V Pantonu na začátku vydali album v desetitisícovém nákladu. Ten však byl vyprodán během prvních týdnů a v Loděnici lisovali další kopie. Přesný náklad není znám, Vojtěch Klimt ho odhaduje na 50 000. Jan Hanuš o tom napsal do své knihy Labyrint svět: „Lisovali jsme tu desku až do mých posledních dnů v Pantonu. Až mi jednou zavolal ředitel z Loděnice, abych už další objednávky neposílal, že se kvůli „Bratříčkovi“ nenechá zavřít. Byl ale dobrý, ještě jsem na něm usmlouval 5000 desek!“ Po nástupu nového ředitele Pantonu byl zbylý náklad desky na dvoře vydavatelství rozřezán cirkulárkou. Deska stála 36 Kčs.
Celkový počet desek prodaných od roku 1969. do r. 2015. se odhaduje asi na tři sta tisíc kusů.

## Seznam písní
1. Bratříčku, zavírej vrátka – 2:15
2. Král a klaun – 4:15
3. Salome – 2:50
4. Veličenstvo Kat – 4:50
5. Důchodce – 1:45
6. Anděl – 3:05
7. Morituri te salutant – 3:15
8. Pieta – 3:25
9. Podivná ruleta – 4:40
10. Znamení doby – 2:40
11. Píseň Neznámého vojína – 2:45
12. Nevidomá dívka – 4:30
13. Jeřabiny – 1:45
14. Pasážová revolta – 2:45

## Hodnocení
Jiří Černý i Vojtěch Klimt, předseda Klubu Karla Kryla, se shodují, že album je mimořádné. Klimt i oceňuje Černého producentský počin. Černý řekl, že je dodnes na svůj výběr hrdý a Bratříčku, zavírej vrátka je podle něj druhá nejlepší Krylova deska. Za nejlepší považuje Rakovinu.
V časopise Rock a Pop zvítězila v anketě o československou „desku desek“.

## Zpěvníky k albu
V první polovině roku 1969 vydal Panton zpěvník písní Hraje a zpívá Karel Kryl: zpěv a kytara v nákladu 8000 kusů, a to jako 49. svazek edice Písniček do kapsy. Chybí jen „Nevidomá dívka“, která vyšla ve stejné edici ve svazku 47. V lednu 1990 vyšel nový zpěvník s písněmi z alba.

## Živé album
V roce 1971 vydal Karel Kryl v Německu pod stejným názvem živou verzi alba. Obsahuje 13 skladeb, které jsou i na studiové verzi, ale v jiném sledu, chybí jen „Píseň Neznámého vojína“.

## Seznam vydání
- 1969, LP, Panton, Československo
- 1971 LP Caston, koncertní verze alba,
- 1980 LP Šafrán 78, Uppsala, Švédsko, reedice koncertní verze alba, 1971 Caston) SAF 78
- 1990 (únor), LP, Panton, Československo
- 1991 CD a MC, Panton, Československo
- 1995 CD a MC, Bonton, Česko
- 2002 CD, Sony Music Bonton, Česko
- 2006 CD, Supraphon, Česko – v rámci 2CD Bratříčku, zavírej vrátka, společné vydání s živým albem
- 2015 CD i LP, Supraphon, Česko